# مدیوم (بازی ویدئویی)
مدیوم (انگلیسی: The Medium) یک بازی ویدئویی در سبک وحشت روان‌شناختی است که توسط توسعه‌دهنده لهستانی بلوبر تیم ساخته شده در تاریخ ۲۸ ژانویه ۲۰۲۱ برای مایکروسافت ویندوز و اکس‌باکس سری اکس/اس، ۳ سپتامبر ۲۰۲۱ برای پلی‌استیشن ۵، ۱۷ فوریه ۲۰۲۲ برای آمازون لونا، ۳۱ اوت ۲۰۲۳ برای مک‌اواس و ۲۹ ژوئن ۲۰۲۳ برای نینتندو سوئیچ منتشر شده است.

## جوایز
| سال  | جایزه   | نتیجه                      | دسته‌بندی | مرجع |
| ---- | ------- | -------------------------- | -------- | ---- |
| ۲۰۲۰ | گیمزکام | بهترین بازی اکشن ماجراجویی | نامزدشده |      |
| ۲۰۲۰ | گیمزکام | بهترین بازی Indie          | نامزدشده |      |